# Gimnur de la Xina
El gimur de la Xina (Neotetracus sinensis) és una espècie de gimnur de la família dels erinacèids. És originari de la Xina, Myanmar i el Vietnam. És l'única espècie del gènere Neotetracus.